# Philotrypesis distillatoria
Philotrypesis distillatoria är en stekelart som beskrevs av Grandi 1926. Philotrypesis distillatoria ingår i släktet Philotrypesis och familjen fikonsteklar.
Artens utbredningsområde är Taiwan. Inga underarter finns listade i Catalogue of Life.